# Dzierżacy
Dzierżacy (Dzierżaki) – dawna grupa etnograficzna ludności polskiej, w okolicach Biskupizny i na wschód i na południowy wschód od niej, tj. obecnie obszar pogranicza powiatu gostyńskiego i rawickiego.
W średniowieczu Dzierżakami byli dziedzice ziemi tj. drobna szlachta i wolni wieśniacy-dzierżawcy.
Etnograf Ludwik Gomolec przedstawił, że trudno wydzielić wsie, które ludność miejscowa uważa za zupełnie dzierżackie. Stwierdził, że Dzierżacy obejmują tereny pośród Biskupian, którzy z kolei mają inne pochodzenie (potomkowie dawnych chłopów w dobrach biskupich). Zamieszkiwali m.in. wsie Kołaczkowice i Dłoń, ale tereny na wschód od Krobii.
W latach 60. XX wieku nazwa Dzierżacy była już zanikająca, ponieważ odzwierciedla bardzo dawne odległe stosunki społeczne i polityczno-prawne. 
Ludność ta posiadała własny dzierżacki strój ludowy.